# Boldizsár Ferenc
Boldizsár Ferenc (ürmösi) (1816 körül – Kolozsvár, 1873. június 7.) súgó, segédszínész, erdélyi magyar telekkönyvi igazgató.

## Élete
Az 1830-as években a Dunántúli Színjátszó Társaság és a kassai társulat súgója és segédszínésze volt. Súgóként három zsebkönyv kiadója volt. Ezek közül az egyik Székesfehérváron jelent meg 1834-ben, Játékszíni Nefelejts címen.
Az 1840-es évektől falusi jegyzőként, majd telekkönyvezetőként tevékenykedett. Később Erdélyben királyi telekkönyvi igazgató lett és ebben a minőségében két művet jelentett meg.

## Szerepei
- Corunna (Gombos Imre: Az esküvés)
- Konrád (Kotzebue: Keresztes vitézek)

## Művei
- Játékszíni Nefelejts. Székesfehérvár (1834)
- Telekkönyvi oktató. Kolozsvár, 1870. (2. kiadás. Kolozsvár 1873)
- A Királyhágón inneni országrész, Erdély legujabb törvényszéki felosztása. Kolozsvár, 1875. (Bordeaux Jenővel)